# 维默地区阿舍
维默地区阿舍（法語：Acheux-en-Vimeu，法語發音：[aʃø ɑ̃ vimø]），或纯音译作阿舍昂维默，是法国上法兰西大区索姆省的一个市镇，属于阿布维尔区。

## 地理
维默地区阿舍（50°3'56"N, 1°40'39"E）面积12.33 平方千米，位于法国上法蘭西大區索姆省，该省份为法国北部沿海省份，北起加来海峡省和北部省，西接滨海塞纳省和大西洋英吉利海峡，南至瓦兹省，东临埃纳省。
与维默地区阿舍接壤的市镇（或旧市镇、城区）包括：凯努瓦勒蒙唐、艾涅维尔、谢皮、弗朗勒、米亚奈、特夫勒、维默地区图尔斯、穆瓦耶讷维尔。
维默地区阿舍的时区为UTC+01:00、UTC+02:00（夏令时）。

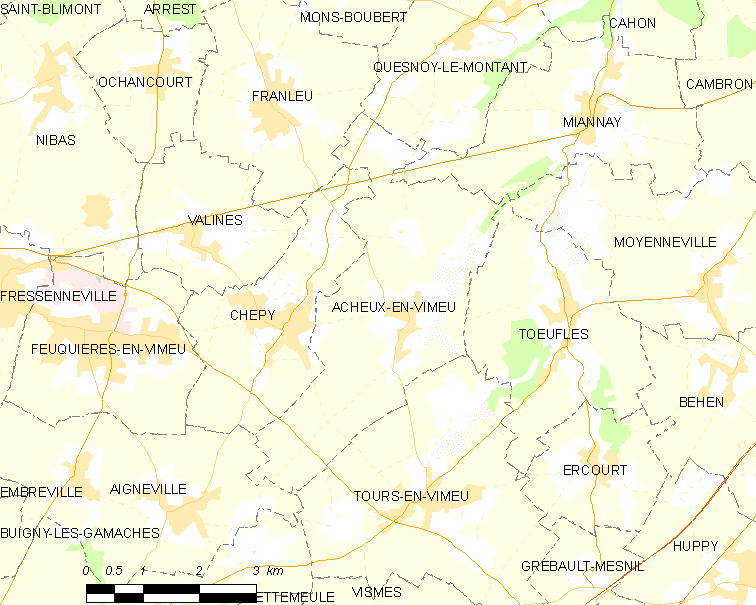
维默地区阿舍的OSM定位图

## 行政
维默地区阿舍的邮政编码为80210，INSEE市镇编码为80004。

## 政治
维默地区阿舍所属的省级选区为阿布维尔第二县。

## 人口

1962-2008年间维默地区阿舍人口变化图示

维默地区阿舍于2022年1月1日时的人口数量为498人。